# Antiponemertes allisonae
Antiponemertes allisonae is een snoerwormensoort uit de familie van de Acteonemertidae. De wetenschappelijke naam van de soort is voor het eerst geldig gepubliceerd in 1973 door Moore.